# Темишварски сабор
Темишварски сабор је био расправни сабор Срба у Хабзбуршкој монархији, одржан у Темишвару 1790. године. Сазивање овог сабора је тражио српски митрополит Мојсеј Путник, а одобрио га је хабзбуршки цар Леополд II. Међутим, убрзо по одобрењу за сазивање сабора, митрополит Путник је изненада преминуо, па је сабор постао и изборни. На сабору је било присутно стотинак посланика.
На Темишварском сабору је изнет захтев да се Србима додели Банат, као посебна аутономна област - војводство, а затражено је и да се поново успостави посебна дворска установа за одржавање привилегија (Илирска дворска канцеларија) која је била укинута другим Регуламентом 1770. године.
У ширем политичком контексту, царев комесар присутан на сабору је такође подстицао Србе да траже посебну територију, да би овим српским захтевом био извршен политички притисак на Мађаре, који су тада условљавали крунисање Леополда II за краља Угарске. 
Иако су српски захтеви са Темишварског сабора начелно прихваћени од стране Беча, до формирања посебне српске територије тада није дошло, већ је само, по одлуци Леополда II, 1791. године основана Илирска дворска канцеларија. Међутим, након смрти Леополда II, 1792. године, ова канцеларија је укинута.
На Темишварском сабору је за новог српског митрополита изабран будимски епископ Стефан Стратимировић, који је на челу Карловачке митрополије остао 46 година.